# Khan Younis
Khan Yunis (arabisk:خان يونس) er en by med tilstødende flygtningelejr i de sydlige del af Gazastriben. Ifølge det palæstinensiske statistiske centralbureau har byen, flygtningelejren og de nærliggende områder totalt 200.704 indbyggere.[kilde mangler]